# David Willson (1778-1866)
Pour les articles homonymes, voir Willson.
David Willson (7 juin 1778 - 14 janvier 1866) était un chef religieux et mystique qui a contribué à la formation d'une secte dissidente des quakers, « Les Enfants de la paix » (The Children of Peace) ou « Davidites », basée à Sharon (anciennement Hope) dans la Municipalité régionale d'York, Haut-Canada en 1812. Un écrivain prolifique et sympathisant avec le mouvement pour la réforme politique dans le Haut-Canada, Willson et ses disciples étaient, au moins partiellement, impliqués dans la Rébellion des Patriotes de 1837.
Il est aussi responsable de la construction du Sharon Temple.

## Sources
- William John McIntyre : Children of Peace, Montreal, McGill-Queen's Press, 1994.
- Albert Schrauwers : Awaiting the millennium: the Children of Peace and the Village of Hope, 1812-1889, Toronto, University of Toronto Press, 1993.
- Albert Schrauwers : Union is Strength: William Lyon Mackenzie, the Children of Peace, and the Emergence of Joint Stock Democracy in Upper Canada, Toronto, University of Toronto Press, 2009.